# Rugășești
Rugășești – wieś w Rumunii, w okręgu Kluż, w gminie Cășeiu. W 2011 roku liczyła 1057 mieszkańców.